# Franz von Werra
Franz Baron von Werra (ur. 13 lipca 1914 w Leuk, zm. 25 października 1941 w rejonie Vlissingen) – niemiecki baron i pilot, kapitan Luftwaffe, as lotniczy.

## Życiorys
Franz von Werra urodził się 13 lipca 1914 roku w Leuk w Szwajcarii. Pochodził ze zubożałej rodziny, ale w dzieciństwie został oddany wraz z siostrą na wychowanie niemieckiej rodzinie arystokratycznej.
Von Werra był zagorzałym nazistą, w 1936 roku wstąpił do Luftwaffe i trafił do jednostki JG3 Udet. Znany był z ekstrawagancji, m.in. trzymania oswojonego lwiątka, które traktował jako maskotkę oddziału (jego zdjęcie ze zwierzęciem znalazło się w prasie) i licznych podbojów miłosnych, a także częstego ubarwiania swoich opowieści. Używał także tytułu barona, do którego praw nie posiadał. Jako uzdolniony oficer został 1 lutego 1940 roku adiutantem w sztabie. Brał udział w kampanii francuskiej, odnosząc pierwsze zwycięstwo 20 maja, gdy zestrzelił brytyjskiego Hurricane’a nad Arras. Dwa dni później von Werra walczył z trzema francuskimi Breguet 690, zestrzeliwując dwa z nich. Łącznie w kampanii francuskiej odniósł cztery zwycięstwa. Von Werra był ulubieńcem dowódcy sił powietrznych marsz. Hermanna Göringa.
Następnie walczył w bitwie o Anglię, w czasie której 28 sierpnia 1940 roku zgłosił po powrocie z misji nad Wielką Brytanią zestrzelenie dziewięciu Hurricane’ów w rejonie Kentu. Chociaż nie było świadków jego osiągnięcia, uznano je za prawdziwe, zaliczając mu zwycięstwa, a sam von Werra został wykorzystany przez niemiecką propagandę. 5 września leciał nad południowe przedmieścia Londynu jako eskorta bombowców. Formacja została zaatakowana przez brytyjskie samoloty Spitfire i w efekcie przypadkowego ostrzału innych niemieckich maszyn jego Bf 109 E-4 został uszkodzony. Von Werra usiłował wrócić samotnie, ale został przez Brytyjczyków zmuszony do lądowania w pobliżu Marden, gdzie został pojmany i tym samym został pierwszym niemieckim asem myśliwskim, który trafił do niewoli.
Przez 18 dni był przesłuchiwany przez brytyjski wywiad, ale odmawiał zeznań. Postanowił zbiec i 7 października, tydzień po przybyciu do obozu jenieckiego w Grizedale Hall na pograniczu Anglii i Szkocji, w mundurze, bez broni, żywności i znajomości terenu podjął ucieczkę, przeskoczywszy przez płot obozu. Został wyśledzony przez dwóch członków Home Guard wieczorem 10 października, ale w nocy zbiegł ponownie. Drugi raz dostrzeżono go i ujęto dwa dni później, a następnie skazano na 21 dni karceru. 3 listopada przeniesiono go do obozu w Swanwick w Derbyshire, w którym przyłączył się do grupy jeńców kopiącej tunel prowadzący na zewnątrz. Po miesiącu prac, 17 grudnia 1940, tunel był gotowy. Próbę ucieczki podjął już 20 grudnia, gdy zaopatrzony w fałszywe dokumenty przeszedł przez tunel z czterema innymi więźniami. Von Werra planował na najbliższym lotnisku porwać samolot i dolecieć do okupowanej Francji, w tym celu udawał Holendra w służbie brytyjskiej, ale został aresztowany w bazie lotniczej w Hucknall, gdzie obsłudze podejrzany wydał się jego bardzo dobry angielski, niespotykany wśród zagranicznych pilotów. Również pozostali zbiegowie zostali schwytani po kilku dniach.
14 grudnia 1940 roku został odznaczony Krzyżem Rycerskim za osiem zwycięstw w powietrzu i pięć samolotów wroga zniszczonych na ziemi.
Na przełomie 1940 i 1941 roku von Werra został odesłany z pierwszą grupą jeńców do Kanady. W drodze do obozu, 21 stycznia, wyskoczył z pociągu w rejonie Smiths Falls, ok. 50 km od granicznej Rzeki Świętego Wawrzyńca i autostopem dojechał do granicy neutralnych jeszcze Stanów Zjednoczonych, skąd dotarł do niemieckiego konsulatu w Nowym Jorku. Ponieważ w tym samym czasie uciekło jeszcze siedmiu jeńców, jego zniknięcie zauważono dopiero następnego popołudnia. Wszystkich pozostałych zbiegów schwytano. W czasie pobytu w USA udzielał wywiadów w tamtejszej prasie. Władze kanadyjskie zażądały jego ekstradycji, ale w czasie gdy trwały amerykańsko-kanadyjskie negocjacje w tej sprawie, niemiecki konsul pomógł von Werrze przedostać się do Meksyku. Stamtąd przez Peru, Brazylię i Włochy wrócił 18 kwietnia do Niemiec, gdzie, jako jedyny jeniec zbiegły z obozu na kontynencie północnoamerykańskim, został bohaterem narodowym. Chociaż w niewoli von Werra nie poszedł na współpracę z przeciwnikiem jego obsesją była obawa o zdradę któregoś z innych wysokich rangą pilotów, dlatego doprowadził do napisania na podstawie swoich doświadczeń podręcznika postępowania podczas przesłuchania w alianckiej niewoli.
Po powrocie do kraju ożenił się. Od Hitlera otrzymał ofertę otrzymania posiadłości w okupowanej Polsce, ale na ochotnika zgłosił się do walk na froncie wschodnim i 1 lipca 1941 roku został dowódcą JG 53 Pik-As. Na froncie wschodnim zanotował 13 zwycięstw. Od 7 sierpnia 1941 roku oddział zaczęto wycofywać do Niemiec celem uzupełnienia wyposażenia i pod koniec września oddział rozmieszczono w rejonie Katwijk w Holandii.
25 października 1941 roku von Werra wybrał się na lot testowy, ale w wyniku awarii silnika maszyna rozbiła się w morzu na północ od Vlissingen, a sam pilot zginął. Jego ciała nigdy nie odnaleziono.

## Odznaczenia
- Krzyż Rycerski Krzyża Żelaznego – 14 grudnia 1940[4]
- Krzyż Żelazny I Klasy
- Odznaka pilota frontowego Luftwaffe
- Odznaka pilota-obserwatora Luftwaffe

## Upamiętnienie w popkulturze
- Jest bohaterem fabularnego filmu brytyjskiego z 1957 The One That Got Away (reżyseria: Roy Ward Baker).
- Jest bohaterem dokumentalnego filmu z 2002 von Werra (reżyseria: Werner Schweizer)